# Мадарунфа (департамент)
Мадарунфа (фр. Madarounfa) — департамент в регионе Маради в Нигере.

## География
Департамент расположен на юге страны. На севере и северо-западе граничит с департаментом Гидан-Румджи, на востоке — с департаментом Агье. На юге департамента проходит государственная граница с Нигерией
Департамент состоит из городской коммуны Мадарунфа и сельских коммун Дан-Исса, Джиратава, Габи, Сафо и Саркин-Ямма. Административный центр — город Мадарунфа.

## История
Изначально Мадарунфа был административным постом в составе арондисмана Маради, образованного в 1964 году вследствие административной реформы. В 1972 году арондисман Маради был разделён на арондисманы Мадарунфа и Гидан-Румджи.
В 1998 году все арондисманы Нигера были преобразованы в департаменты, каждый из которых возглавил префект, назначенный Советом министров, и арондисман Мадарунфа стал департаментом Мадарунфа в составе региона Маради. До 2002 года департамент состоял из городов Маради и Мадарунфа и кантонов Мадарунфа, Габи, Джиратава, Сафо и Саркин Ямма, впоследствии преобразованных в коммуны.

## Население
Согласно переписи 2001 года, население департамента составляло 291 414 человек. В 2012 году оно составило 448 863 человека.

## Власть
Главой департамента является префект, который назначается Советом министров по указу министра внутренних дел.
| Период                        | Имя                    |
| ----------------------------- | ---------------------- |
| …                             |                        |
| 15 апреля 2010 — 3 июня 2011  | Гарба Менассара        |
| 3 июня 2011 — 25 июня 2015    | Аббас Хару             |
| 25 июня 2015 — 26 января 2016 | Харуна Медабо          |
| 26 января 2016 — 29 июля 2016 | Атику Исса             |
| 29 июля 2016 — 8 ноября 2021  | Харуна Медабо          |
| с 8 ноября 2021               | Махаман Лавали Ибрагим |